# Ото Фројндлих
Ото Фројндлих (10. јул 1878 — 9. март 1943) био је немачки сликар и вајар јеврејског порекла. Као део прве генерације апстрактних сликара у западном сликарству је био велики обожавалац кубизма.

## Биографија
Рођен је 10. јула 1878. у Слупску. Мајка му је била прва рођака писца Самјуела Лублинског. Фројндлих је студирао стоматологију пре него што је одлучио да постане уметник. Отишао је у Париз 1908. године, живећи у Монмартру код Пабла Пикаса, Жоржа Брака и других. Године 1914. се вратио у Немачку. После Првог светског рата се политички активирао као члан Новембарске групе. Године 1919. је организовао прву дадаистичку изложбу у Келну са Максом Ернстом и Јоханесом Теодором Баргелдом. Године 1925. се придружио групи Апстракција-креација, након чега је живео и радио углавном у Француској. У Немачкој, нацисти су његов рад осудили као дегенерисан и уклоњен је из јавног приказа.
Нека дела су заплењена и приказана на нацистичкој изложби дегенеричне уметности, укључујући његову монументалну скулптуру Der Neue Mensch која је фотографисана и коришћена као насловна илустрација каталога изложбе. Der Neue Mensch никада није пронађена и претпоставља се да је уништена. Једна од његових скулптура је пронађена током ископавања у Берлину и изложена је у Новом музеју. У Паризу је постао члан Савеза слободних немачких уметника. За време окупације Француске се са супругом преселио на Пиринеје. Вишијевске власти су интернирали Фројндлиха, али су га неко време пустили под утицајем Пабла Пикаса. Ухапшен је и депортован 9. марта 1943. у концентрациони логор Мајданек, где је на дан доласка убијен. Документарни филм Das Geht Nur Langsam (It Takes Time) који прати Фројндлихову визију да изгради улице од скулптура које пролазе Европом и симболизују његове утопијске идеје за светско друштво је објављен 2012. године.